# Cotto di Impruneta
Cotto di Impruneta è il nome dato ai prodotti in terracotta della zona di Impruneta, a sud di Firenze, la cui tradizione risale al Medioevo.

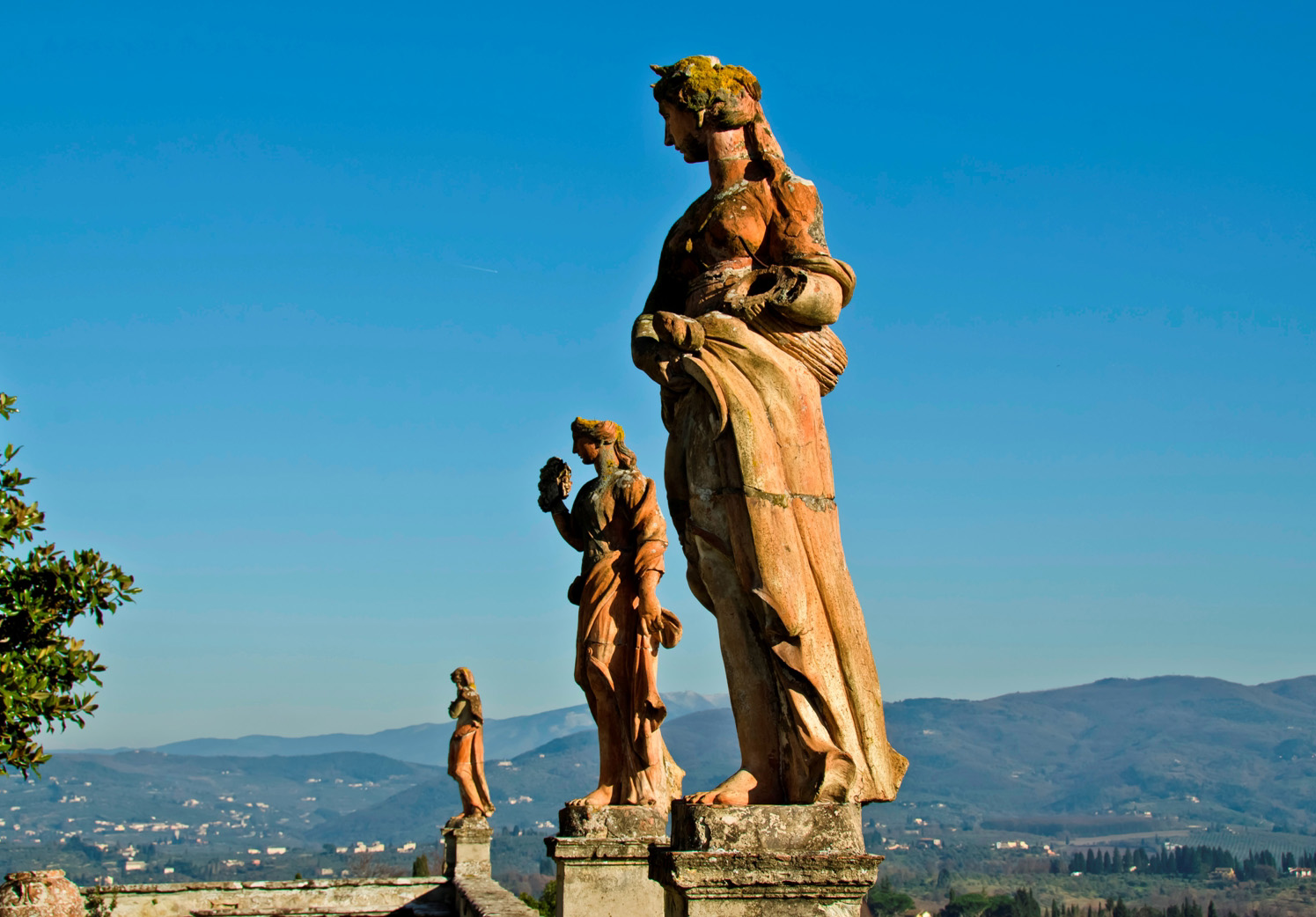
Statue sulla terrazza di Villa Corsini

## Storia

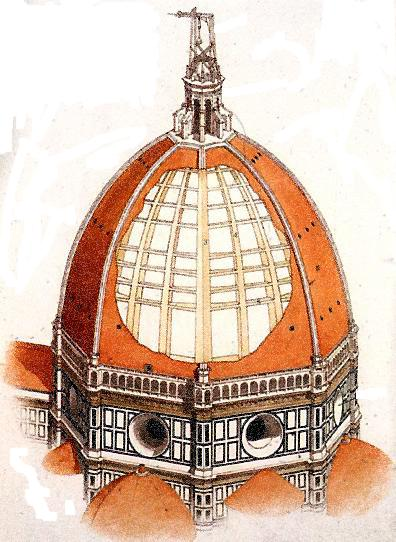
Schizzo della cupola della Cattedrale di Santa Maria del Fiore a Firenze, ricoperta di mattoni di Impruneta

La lavorazione dell'argilla per la produzione di giare, orci, anfore, mattoni e tegole ha una tradizione antichissima in Italia.
I primi documenti che attestano la produzione di terracotta nella zona del Chianti risalgono all'XI secolo. Un documento autentico del 1098 ci informa della presenza di produttori di tegole sul territorio dell'Impruneta. Nel 1308 già esisteva una corporazione locale che riuniva gli artigiani produttori di giare e brocche per la protezione e la regolamentazione della lavorazione della terracotta. Gli archivi municipali e parrocchiali di Impruneta e l'Archivio di Stato di Firenze conservano numerose fonti documentarie: queste fonti mostrano come la produzione della terracotta, dal XV secolo fino ad oggi, abbia caratterizzato non solo l'economia, ma anche la vita sociale del territorio di Impruneta e sia diventata l'elemento fondatore di una cultura specifica, quella della terracotta.
Nel 1419 Filippo Brunelleschi scelse la terracotta dell'Impruneta per costruire la cupola della Cattedrale di Santa Maria del Fiore a Firenze, perché questo materiale offre nello stesso tempo caratteristiche di solidità e leggerezza che solo la terracotta può dare: la volta della cupola non ha infatti alcuna armatura di sostegno. L'architetto, molto esigente, pretese che gli artigiani di Impruneta gli fornissero dei mattoni perfetti. È possibile che siano state utilizzate tecniche e miscele differenti per costruire questi mattoni rispetto a quelle utilizzate per altri edifici fiorentini dell'XI secolo.
Lo sviluppo della produzione permise la nascita di vere dinastie di mattonai: la famiglia Casini, i Falciani (che diedero il loro nome a una frazione, Falciani appunto, nei pressi di Impruneta), ma anche i Vantini, i Soderi e i Vanni, che operarono nel XVIII secolo, senza dimenticare i Ricceri e gli Agresti, attivi sempre nel XVIII secolo.
Alla fine del XVIII secolo l'abolizione della tassa sull'argilla da parte di Leopoldo II di Toscana e una maggiore libertà nella vendita della terracotta permisero una crescita della produzione di mattoni. Le trasformazioni urbane di Firenze portarono un periodo di prosperità alla lavorazione della terracotta. Le caratteristiche dell'argilla locale furono studiate per migliorarne ulteriormente la qualità.
All'inizio del XIX secolo, ma soprattutto a partire dall'inizio del XX, alcuni processi industriali furono introdotti nella lavorazione permettendo una produzione in scala maggiore, in particolare per i materiali destinati all'edilizia.
Attualmente la produzione industriale di Impruneta è orientata verso la realizzazione di lastricati in terracotta di alta qualità e altri prodotti. La produzione artigianale della terracotta resta basata su metodi di lavoro manuali: con il minimo ausilio di mezzi meccanici, sempre rudimentali, l'artigiano della terracotta di Impruneta ha conservato l'antica tradizione manifatturiera, per gli interni, il giardino o il restauro di pezzi antichi.

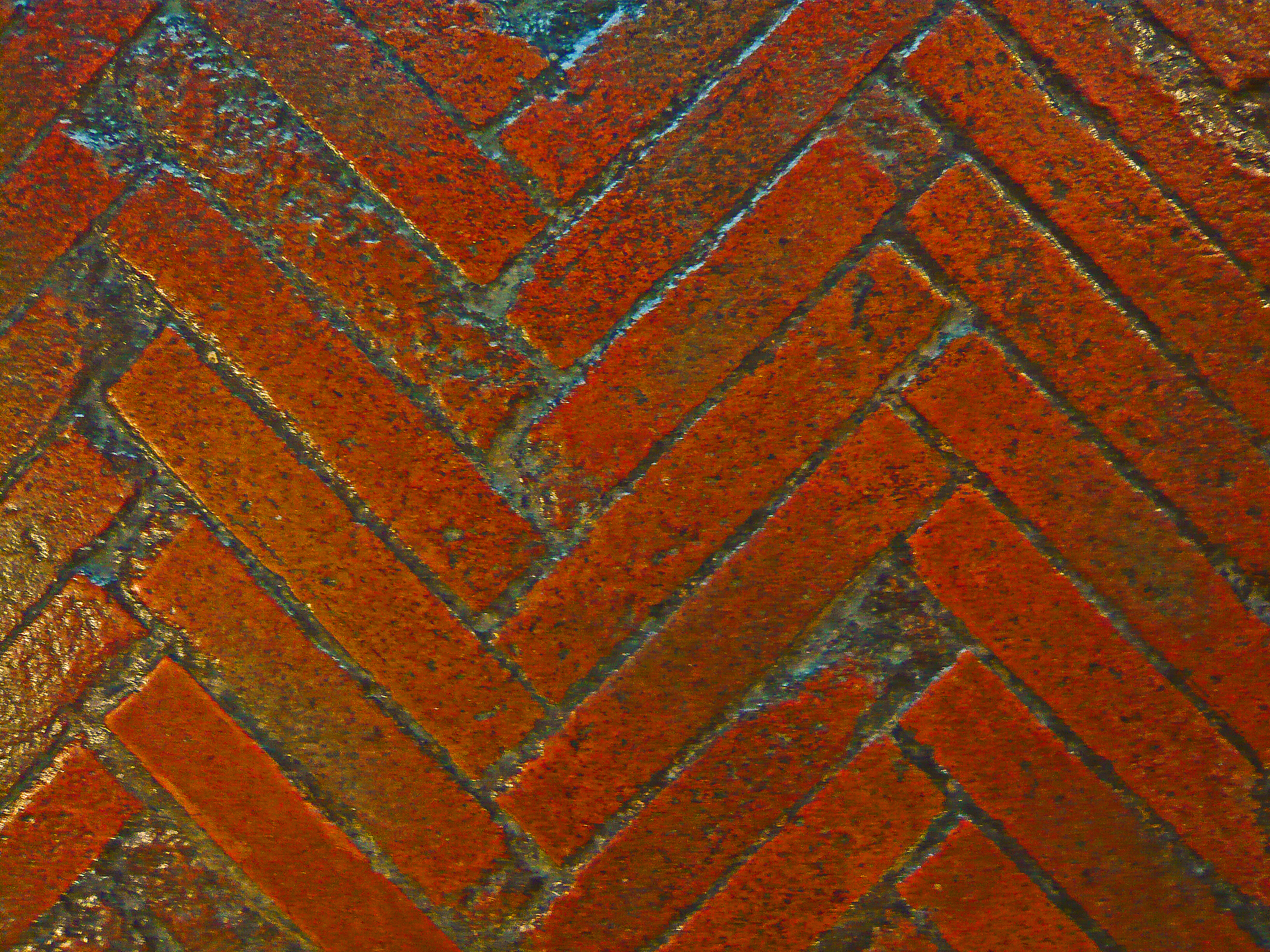
Antica pavimentazione
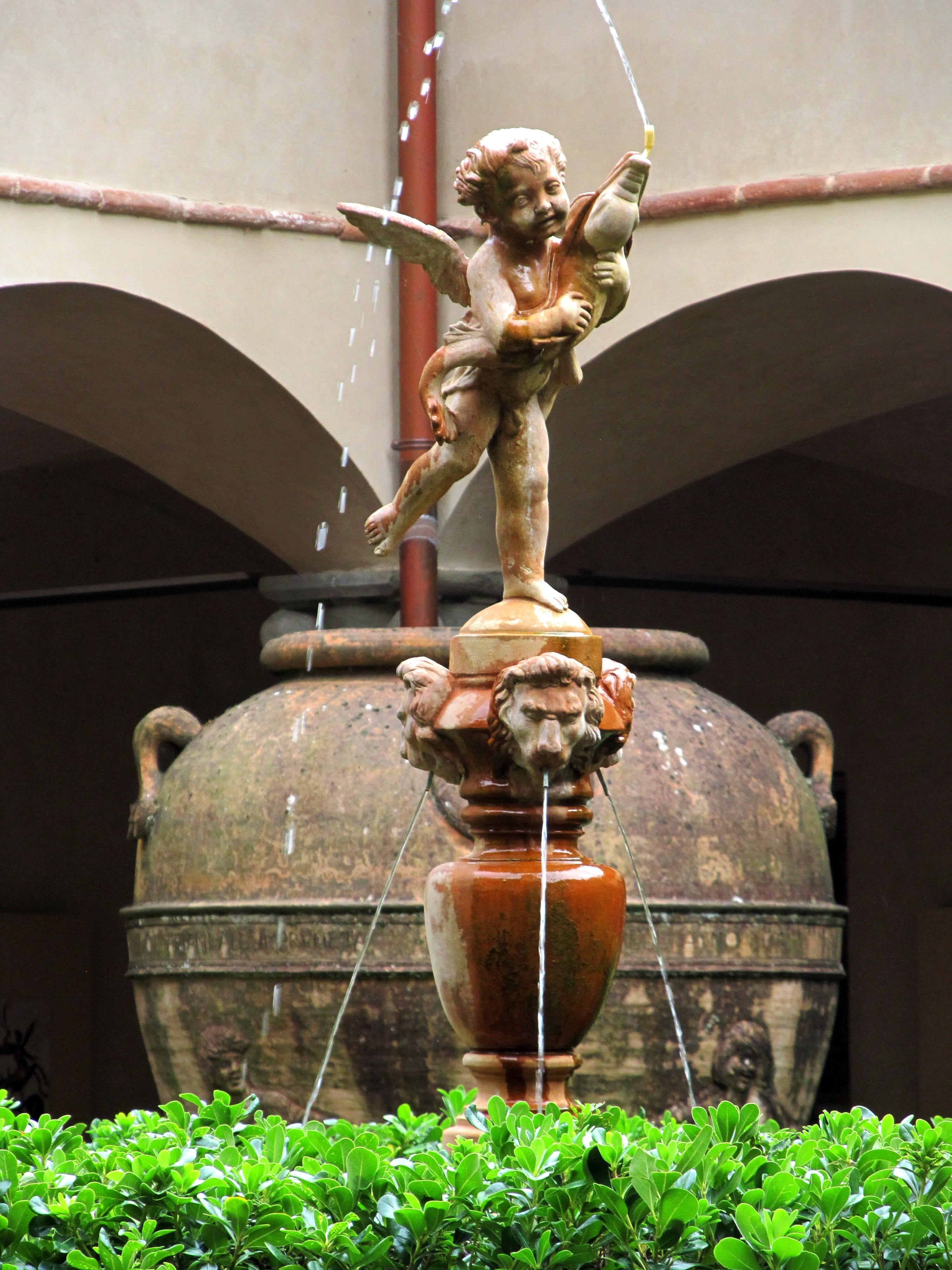
Santuario di Santa Maria dell'Impruneta (fontana)
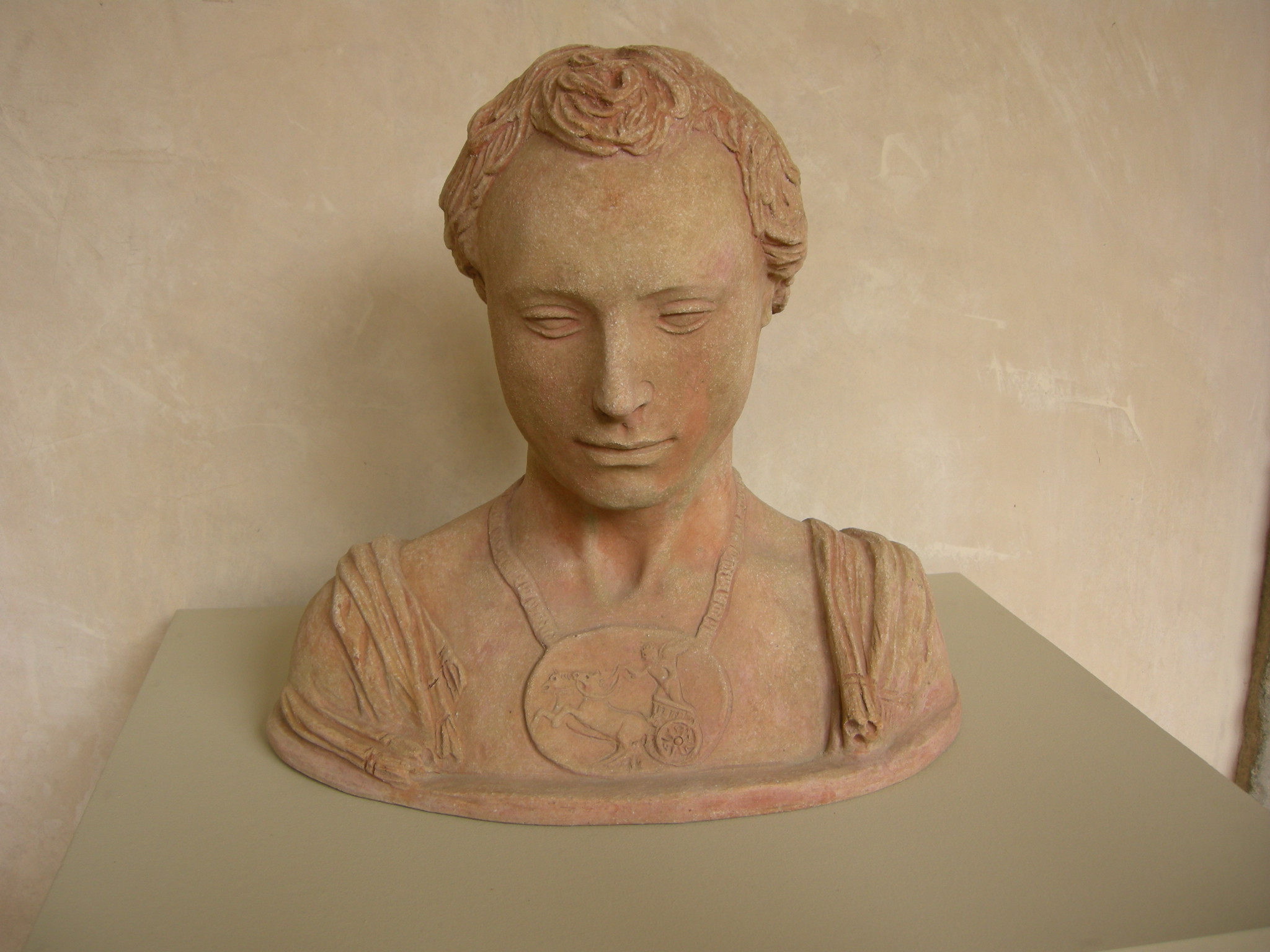
Copia da Donatello, uomo con medaglione
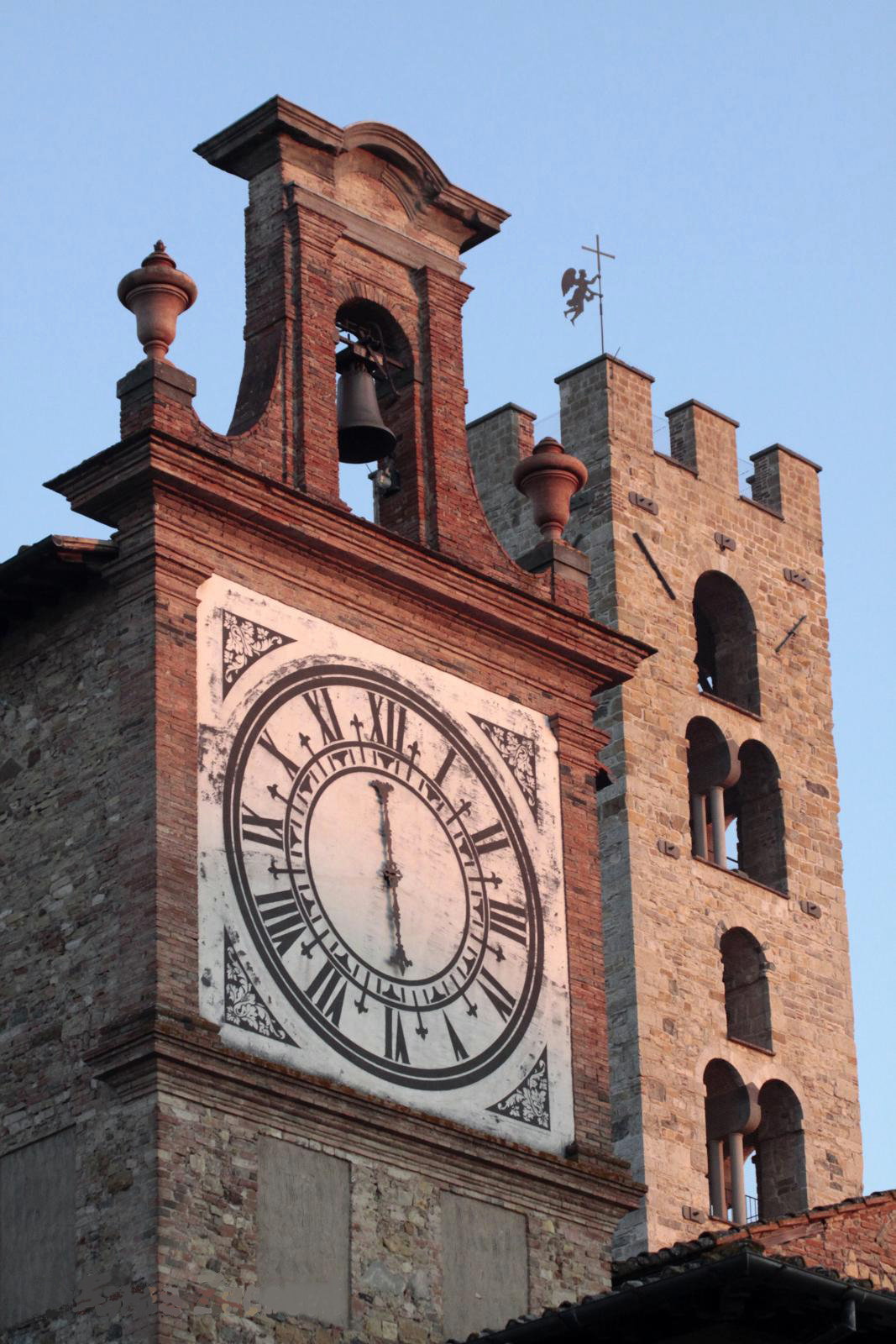
Orologio della basilica di Santa Maria all'Impruneta

## Dall'argilla alla terracotta
La terra di Impruneta è molto ricca di galestro, detta "terracotta antigelo", un tipo particolare di argilla che conferisce alle terrecotte speciali caratteristiche di resistenza e di colore, e soprattutto le rende inalterabili al freddo.

### Estrazione e preparazione
Il galestro, elemento di base per la produzione della terracotta di Impruneta, è estratto da cave a cielo aperto nei pressi di Impruneta, vicino a Firenze, nelle valli dei fiumi Ema e Greve. La zona di estrazione è limitata (circa 200 km2) e per questo motivo il valore del materiale è notevolmente preservato. Geologicamente appartiene all'insieme alloctono, più semplicemente si tratta di terreni costituiti da marne calcaree e argille scagliose, limitate a determinate zone di Impruneta e Greve.
Fra i componenti chimici più particolari citiamo l'ossido di ferro, che determina la particolare sfumatura di rosso del prodotto finito, sali e i carbonati di calcio, che conferiscono al prodotto caratteristiche di permeabilità e porosità particolarmente importanti per i recipienti in terra (vasi da giardino e da fiori) ma anche per le giare da olio perché impediscono il ristagno dell'acqua e assicurano una buona aerazione al contenuto.
L'argilla estratta, fatta asciugare al sole estivo, deve in seguito essere separata dai materiali di scarto che si riassumo quasi esclusivamente nei sassi: questa operazione può essere soltanto manuale. Grazie alla macinatura, con l'ausilio di pesanti macchinari frantumatori, si ottiene una polvere, più o meno granulosa, passata poi al setaccio e conservata in silos. A questo stadio, la macchina di miscelazione e soprattutto l'abilità e l'esperienza dell'artigiano formano un tutto indispensabile: la proporzione d'acqua interviene per ottenere un buon risultato plastico.

### Il lavoro sull'argilla
L'artigiano dell'Impruneta lavora l'argilla, da un'antica tradizione, a mano e con creatività. Un vaso può essere ad esempio formato "a modello": esistono degli stampi di gesso, realizzati su forme antiche, sui quali si stende il materiale di base nel giusto spessore. Si deve aspettare circa un giorno affinché il materiale si secchi correttamente, poi lo stampo viene rimosso e il prodotto rifinito a mano.
Il metodo del "lavoro tondo" è una tecnica antica. Lo stampo è generalmente di terracotta e l'argilla è aggiunta "a colombini" all'esterno; in questo caso, è l'uomo che gira attorno allo stampo e non il pezzo su sé stesso, come accade con l'utilizzo del tornio. Quando la terra è compatta, il prodotto viene capovolto e, una volta rimosso lo stampo, rifinito aggiungendo bordi e decorazioni.
Ben pochi artigiani sono oggi in grado di utilizzare la tecnica più antica e complessa, il "lavoro di fondo". L'operazione può impressionare lo spettatore che assiste alla creazione, a partire da una palla d'argilla, di un oggetto dalle dimensioni talvolta anche importanti, come una giara o un vaso. Non si usano stampi, ma solo progetti con le dimensioni (altezza, larghezza); il prodotto cresce di 10–15 cm al giorno e sono necessarie alcune settimane per completare il lavoro.

### Essiccazione e cottura
I prodotti formati sono posti nel cortile e sotto i portici della fabbrica per essiccarsi, all'inizio lentamente per evitare fratture e deformazioni: l'argilla, seccandosi, si restringe, diminuendo il suo volume circa del 10%. In seguito sono posti in veri e propri essiccatoi, generalmente vecchi forni non più in uso, alimentati dall'aria calda proveniente dal raffreddamento dei forni attivi. Al momento venuto, i prodotti sono ammassati nella camera di cottura, con precauzione, uno sull'altro ma separati da supporti in materiale refrattario, un'antica e particolare tecnica che richiede molta abilità ed esperienza.
Il ciclo di cottura nei forni, oggi alimentati a metano, si compone di due fasi: da 22 a 24 ore sono necessarie per portare gradualmente la temperatura a 980 °C, in seguito 10/12 ore occorrono per stabilizzare il materiale. Due giorni dopo la cottura, è possibile ritirare i prodotti dal forno, disporli all'aperto e bagnarli con abbondante acqua per "spegnere" la calce contenuta nell'impasto, preparandoli così per l'esposizione e la vendita.

## Marchio
La produzione dell'Impruneta beneficia del marchio Ceramica Artistica e Tradizionale.

## Promozione presso il grande pubblico
Per promuovere la conoscenza e la valorizzazione della produzione della ceramica artistica e tradizionale della regione, nel 2008 è stato allestito un itinerario nominato Strade della ceramica, della terracotta e del gesso della Toscana. Questo itinerario, diviso in due parti, permette in un primo tempo di visitare a piedi il quartiere dei laboratori dei vasai del centro di Impruneta; la seconda parte, più decentrata e quindi meglio percorribile in automobile, prevede un percorso costeggiato da una cava d'argilla, giardini, facciate e tetti di ville e case coloniche decorati con giare, vasi e statue, oltre che vari edifici decorati con elementi architettonici (pilastri, archi, lunette...).
I ragazzi di Impruneta imparano presto a conoscere la tradizione della terracotta: sono infatti organizzati dei laboratori per studenti dalle scuole elementari fino alle medie superiori in cui i partecipanti, oltre a visitare mostre, possono cimentarsi personalmente nella lavorazione della terracotta.

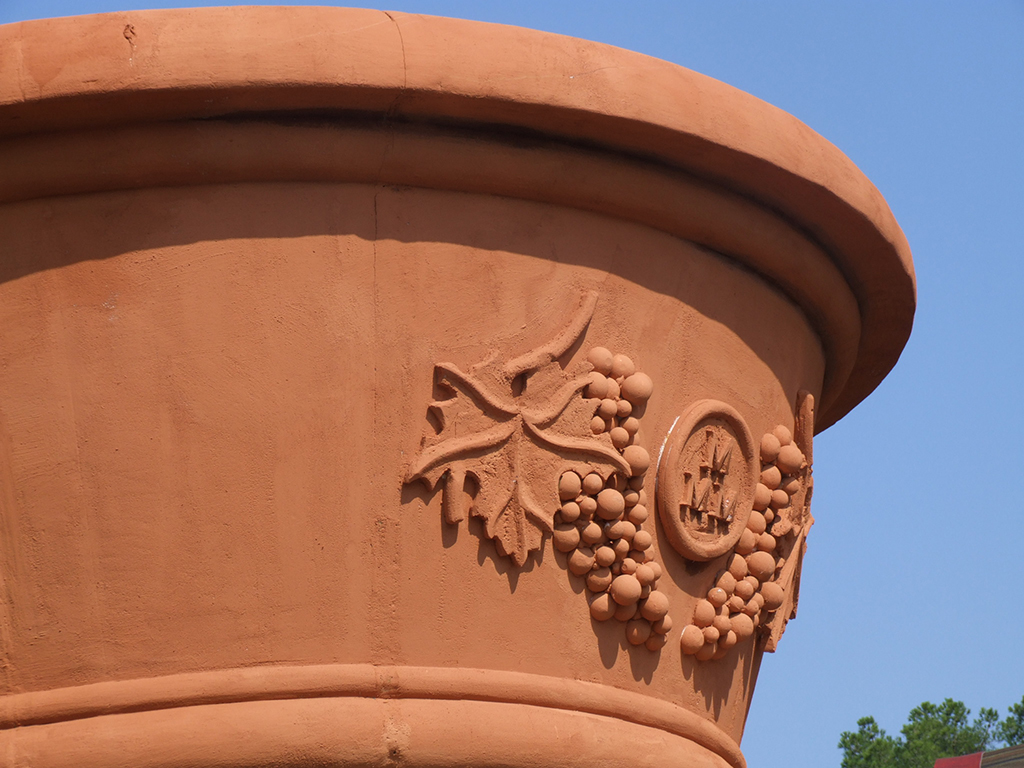
Cotto e uva
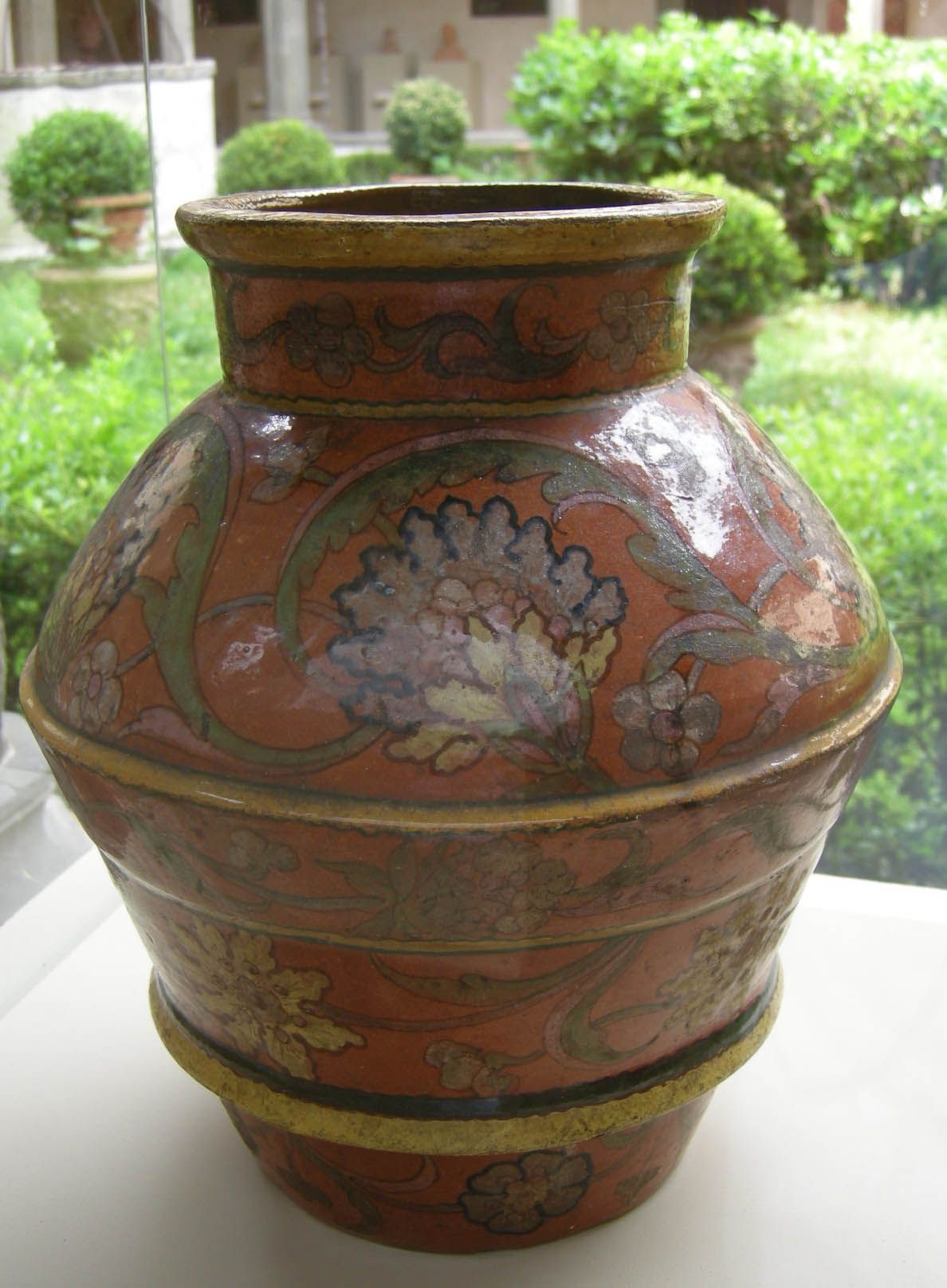
Orciolo dipinto